# العشرينات (مسلسل تلفزيوني)
العشرينات (بالإنجليزية: Twenties)‏ هو مسلسل كوميدي أمريكي سُجِلَ بكاميرا واحدة من تأليف لينا وايت. الحبكة شبه سيرة ذاتية وتتبع "فتاة سوداء غريبة الأطوار، هاتي، وصديقتيها المقربين، ماري ونيا، اللتين تقضيان معظم أيامهما في الحديث عن "إيش" ومطاردة أحلامهما". العرض من بطولة جونيكا تي جيبس، وكريستينا إلمور، وغابرييل جراهام، وصوفينا براون، وبيغ شون. عُرض لأول مرة على قناة بي إي تي في 4 مارس 2020. في يونيو 2020، وقع عقد لتجديد المسلسل للموسم الثاني، والذي عُرض لأول مرة في 13 أكتوبر 2021.

## القصة
تدور أحداث المسلسل الكوميدي المكتوب حول امرأة ذات بشرة سوداء غريبة الأطوار في العشرينيات من عمرها، هاتي (جونيكا تي جيبس)، وصديقتيها المفضلتين، ماري (كريستينا إلمور) ونيا (غابرييل جراهام)، أثناء محاولتهما العثور على مكانتهما في الحياة. الحب والعالم المهني في لوس أنجلوس.

## الممثلون والشخصيات
- جونيكا تي جيبس في دور هاتي،[6] كاتبة سيناريو طموحة مثلية
- كريستينا إلمور في دور ماري،[1] مديرة تنفيذية في استوديو تلفزيوني
- غابرييل جراهام في دور نيا،[1] معلمة يوغا
- صوفينا براون في دور إيدا بي،[7][1] رئيسة هاتي
- بيغ شون في دور تريستان،[2][1] اهتمام نيا بالحب